# Élections étatiques de 2021 dans l'État de Chihuahua
Les élections étatiques de 2021 dans l'État de Chihuahua se tiennent le 6 juin 2021, afin d'élire le gouverneur de l'État de Chichuchua pour un mandat de six ans, et les 33 membres du Congrès, pour un mandat de trois ans.

État de Chihuahua.

## Gouverneur

### Mode de scrutin
Le gouverneur est élu au scrutin uninominal majoritaire à un tour.

### Résultats
|                        | Unis pour Chihuahua - Parti action nationale (PAN) - Parti de la révolution démocratique (PRD)                                           | María Eugenia Campos Galván (PAN)     | 569 921   | 43,88 |  |  |
|                        | Ensemble, nous faisons l'histoire - Mouvement de régénération nationale (MORENA) - Parti du travail (PT) - Parti nouvelle alliance (PNA) | Juan Carlos Loera de la Rosa (MORENA) | 440 672   | 33,93 |  |  |
|                        | Mouvement citoyen (MC) | Alfredo Lozoya Santillán              | 154 050   | 11,86 |  |  |
|                        | Parti révolutionnaire institutionnel (PRI)                                                                                               | Graciela Ortiz González               | 95 169    | 7,33  |  |  |
|                        | Parti vert écologiste du Mexique (PVEM)                                                                                                  | Brenda Ríos Prieto                    | 20 364    | 1,57  |  |  |
|                        | Parti du combat solidaire (PES) | Luis Carlos Arrieta Lavenant          | 14 183    | 1,09  |  |  |
|                        | Réseaux sociaux progressistes (RSP) | María Eugenia Baeza García            | 4 533     | 0,35  |  |  |
|                        | Force pour le Mexique (FxM) | Alejandro Díaz Villalobos             | 0         | 0,00  |  |  |
|                        | |                                       |           |       |  |  |
| Suffrages exprimés     | Suffrages exprimés | Suffrages exprimés                    | 1 298 892 | 96,67 |  |  |
| Votes nuls             | Votes nuls | Votes nuls                            | 44 806    | 3,33  |  |  |
| Total                  | Total | Total                                 | 1 343 698 | 100   |  |  |
| Abstention             | Abstention | Abstention                            | 1 550 678 | 53,57 |  |  |
| Inscrits/Participation | Inscrits/Participation | Inscrits/Participation                | 2 894 376 | 46,43 |  |  |

## Congrès étatique

### Mode de scrutin
Le Congrès d'État de Chihuahua est constitué de 33 députés, élus selon un système mixte. 22 députés sont élus au scrutin uninominal majoritaire à un tour dans autant de circonscriptions, tandis que les 11 députés restants sont élus au scrutin proportionnel plurinominal. Les électeurs n'ont cependant qu'un seul vote.

### Résultats
|                                                   |                                                   |                                              |           |       |      |               |               |    |               |               |  |  |  |  |
| Parti                                             | Parti                                             | Parti                                        | Voix      | %     | +/-  | C             | +/−           | L  | Total         | +/-           |  |  |  |  |
|                                                   |                                                   | Parti action nationale (PAN)                 | 279 300   | 22,21 | N/A  | 12            | 3             | 3  | 15            | 4             |  |  |  |  |
|                                                   | Parti de la révolution démocratique (PRD)         | 4 482                                        | 0,36      | 2,14  | 0    | en stagnation | 0             | 0  | en stagnation |               |  |  |  |  |
|                                                   | Votes pour la coalition                           | 187 281                                      | 14,89     |       |      |               |               |    |               |               |  |  |  |  |
| Total coalition Unis pour Chihuahua               | Total coalition Unis pour Chihuahua               | 471 063                                      | 37,46     | 5,40  | 12   | 3             | 3             | 15 | 4             |               |  |  |  |  |
|                                                   |                                                   | Mouvement de régénération nationale (MORENA) | 202 041   | 16,06 | N/A  | 7             | 2             | 4  | 11            | 3             |  |  |  |  |
|                                                   | Parti du travail (PT)                             | 12 321                                       | 0,98      | N/A   | 1    | en stagnation | 0             | 1  | 1             |               |  |  |  |  |
|                                                   | Parti nouvelle alliance (PNA)                     | 12 814                                       | 1,02      | 3,05  | 0    | en stagnation | 0             | 0  | 1             |               |  |  |  |  |
|                                                   | Votes pour la coalition                           | 191 957                                      | 15,26     |       |      |               |               |    |               |               |  |  |  |  |
| Total coalition Ensemble, nous faisons l'histoire | Total coalition Ensemble, nous faisons l'histoire | 419 133                                      | 33,32     | 0,72  | 8    | 3             | 4             | 12 | 1             |               |  |  |  |  |
|                                                   | Parti révolutionnaire institutionnel (PRI)        | Parti révolutionnaire institutionnel (PRI)   | 167 588   | 13,32 | 4,39 | 2             | 1             | 3  | 5             | 1             |  |  |  |  |
|                                                   | Mouvement citoyen (MC)                            | Mouvement citoyen (MC)                       | 111 831   | 8,89  | N/A  | 0             | 2             | 1  | 1             | 1             |  |  |  |  |
|                                                   | Parti vert écologiste du Mexique (PVEM)           | Parti vert écologiste du Mexique (PVEM)      | 35 723    | 2,84  | 1,41 | 0             | en stagnation | 0  | 0             | 1             |  |  |  |  |
|                                                   | Parti du combat solidaire (PES)                   | Parti du combat solidaire (PES)              | 32 723    | 2,58  | N/A  | 0             | 4             | 0  | 0             | 4             |  |  |  |  |
|                                                   | Force pour le Mexique (FxM)                       | Force pour le Mexique (FxM)                  | 13 835    | 1,10  | Nv.  | 0             | en stagnation | 0  | 0             | en stagnation |  |  |  |  |
|                                                   | Réseaux sociaux progressistes (RSP)               | Réseaux sociaux progressistes (RSP)          | 6 075     | 0,48  | Nv.  | 0             | en stagnation | 0  | 0             | en stagnation |  |  |  |  |
|                                                   |                                                   |                                              |           |       |      |               |               |    |               |               |  |  |  |  |
| Suffrages exprimés                                | Suffrages exprimés                                | Suffrages exprimés                           | 1 257 720 | 96,50 |      |               |               |    |               |               |  |  |  |  |
| Votes nuls                                        | Votes nuls                                        | Votes nuls                                   | 45 631    | 3,50  |      |               |               |    |               |               |  |  |  |  |
| Total                                             | Total                                             | Total                                        | 1 303 351 | 100   | -    | 22            | en stagnation | 11 | 33            | en stagnation |  |  |  |  |
| Abstention                                        | Abstention                                        | Abstention                                   | 1 591 025 | 54,97 |      |               |               |    |               |               |  |  |  |  |
| Inscrits/Participation                            | Inscrits/Participation                            | Inscrits/Participation                       | 2 894 376 | 45,03 |      |               |               |    |               |               |  |  |  |  |